# 第307歩兵師団 (ベトナム陸軍)
第307歩兵師団（Sư đoàn 307 bộ binh）は、ベトナム人民軍（陸軍）の師団の1つ。

## 歴史
- 1978年7月12日 - タイ・グエン地区において、第5軍区所属の独立歩兵連隊から編成された。
- 1978年12月25日 - カンボジア侵攻に参加。国道2号線沿いに侵攻し、安当比、崩龍、ストゥントレン州等を占領した。その後、国道19号線沿線で活動し、第579司令部の指揮下に入った。
- 1979年7月 - 東北部の安隆汶一帯で活動
- 1985年初め - 一部部隊がベトナムに帰国

## 編制
- ？歩兵連隊
- ？歩兵連隊
- ？歩兵連隊
- ？砲兵連隊